# Ibro
Ibro je moško osebno ime.

## Izvor imena
Ime Ibro je različica moškega osebnega imena Ibrahim.

## Pogostost imena
Po podatkih Statističnega urada Republike Slovenije je bilo na dan 31. decembra 2007 v Sloveniji število moških oseb z imenom Ibro: 121.

## Osebni praznik
V koledarju je ime Ibro skupaj z imenom Ibrahim.